# Tibúrcio Valério de Araújo
Tibúrcio Valério de Araújo foi governador de Alagoas no período de 21 de novembro de 1889 a 2 de dezembro de 1889.

## Família
- Filho:
  - Arsênio Augusto de Araújo
    - Conferente da Alfândega de Alagoas
    - Delegado Fiscal do Thesouro Nacional (Ato nº 478, assinado por José Américo, Governador Central Provisório do Norte do Brasil, datado de 27 de outubro de 1930)